# Allomarkgrafia ovalis
Allomarkgrafia ovalis là một loài thực vật có hoa trong họ La bố ma. Loài này được (Ruiz & Pav. ex Markgr.) Woodson mô tả khoa học đầu tiên năm 1932.